# Pygoscelis papua
El pingüino papúa o de vincha (Pygoscelis papua), también conocido como pingüino juanito, es una especie de ave esfenisciforme de la familia Spheniscidae. Es fácilmente identificable por su parche blanco en la parte alta de la cabeza detrás de los ojos. Los polluelos presentan espalda gris y zona frontal blanca. Los adultos alcanzan una estatura de 75 a 90 cm. Los pingüinos papúa son los pingüinos más veloces bajo el agua, alcanzando los 36 km/h.[cita requerida]
Los machos alcanzan un peso máximo de 8 kg justo antes de mudar el plumaje, y un peso mínimo de 5,5 kg justo antes del apareamiento. El peso máximo lo alcanzan las hembras también justo antes de mudar el plumaje y es de 7,5 kg, pero su peso baja a 5 kg durante la incubación de sus huevos.
Los pingüinos papúa anidan en diversas islas subantárticas. Las colonias principales se encuentran en las islas Malvinas, Georgia del Sur y Kerguelen; poblaciones más pequeñas se encuentran en la isla Macquarie, isla Heard, islas Shetland del Sur y en la península Antártica. El total de población reproductiva se estima en más de trescientas mil parejas.
Se reconocen dos subespecies; la típica Pygoscelis papua papua, que es mayor y subantártica, y Pygoscelis papua ellsworthi, que es más pequeña y que se reproduce desde las islas Shetland del Sur hasta la península Antártica.

## Comportamiento

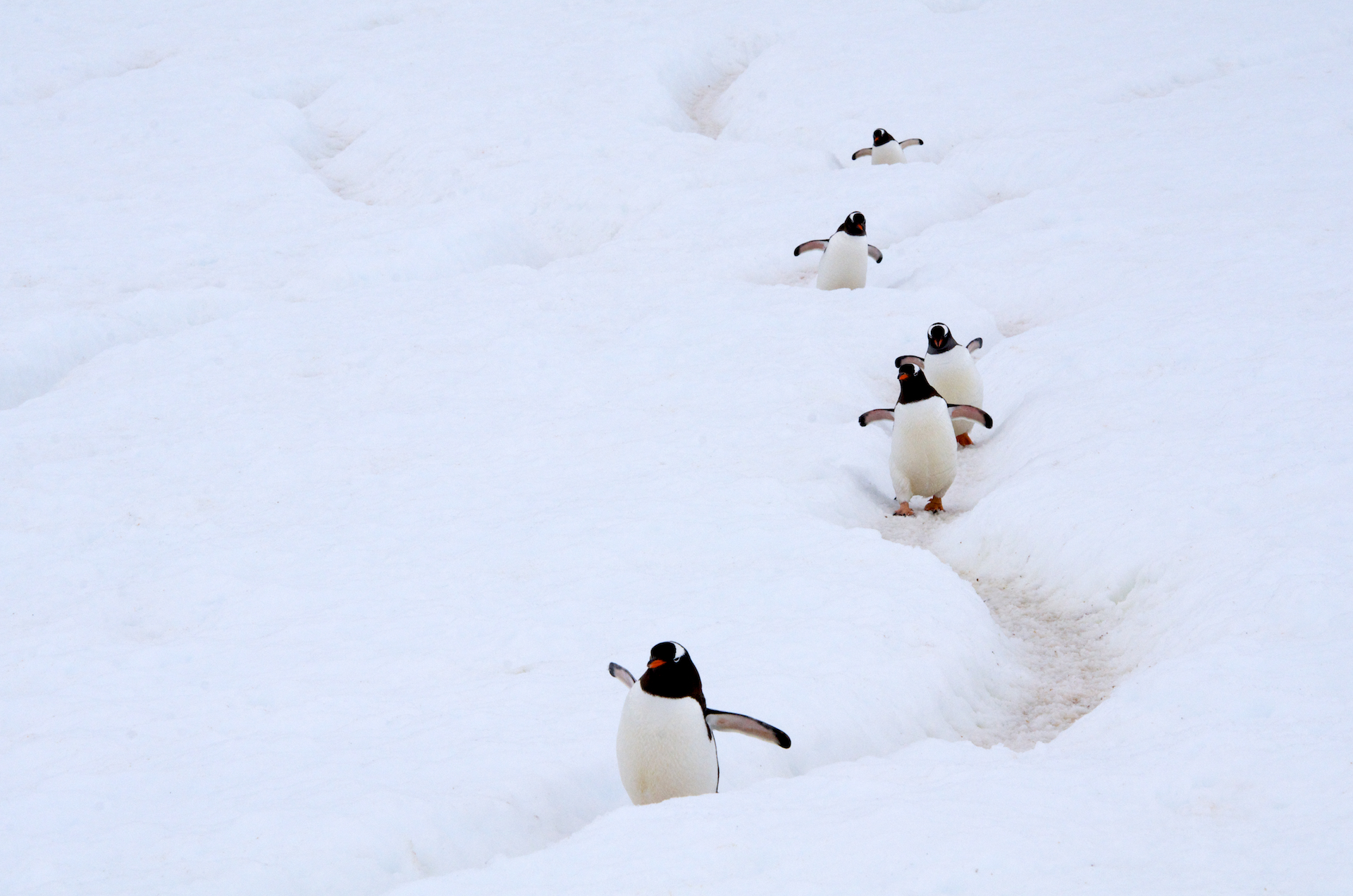
P. paua en la Antártida, en una senda - formada por miles de paseos de los propios pingüinos - que une el océano con su zona de anidada en las rocas

### Reproducción

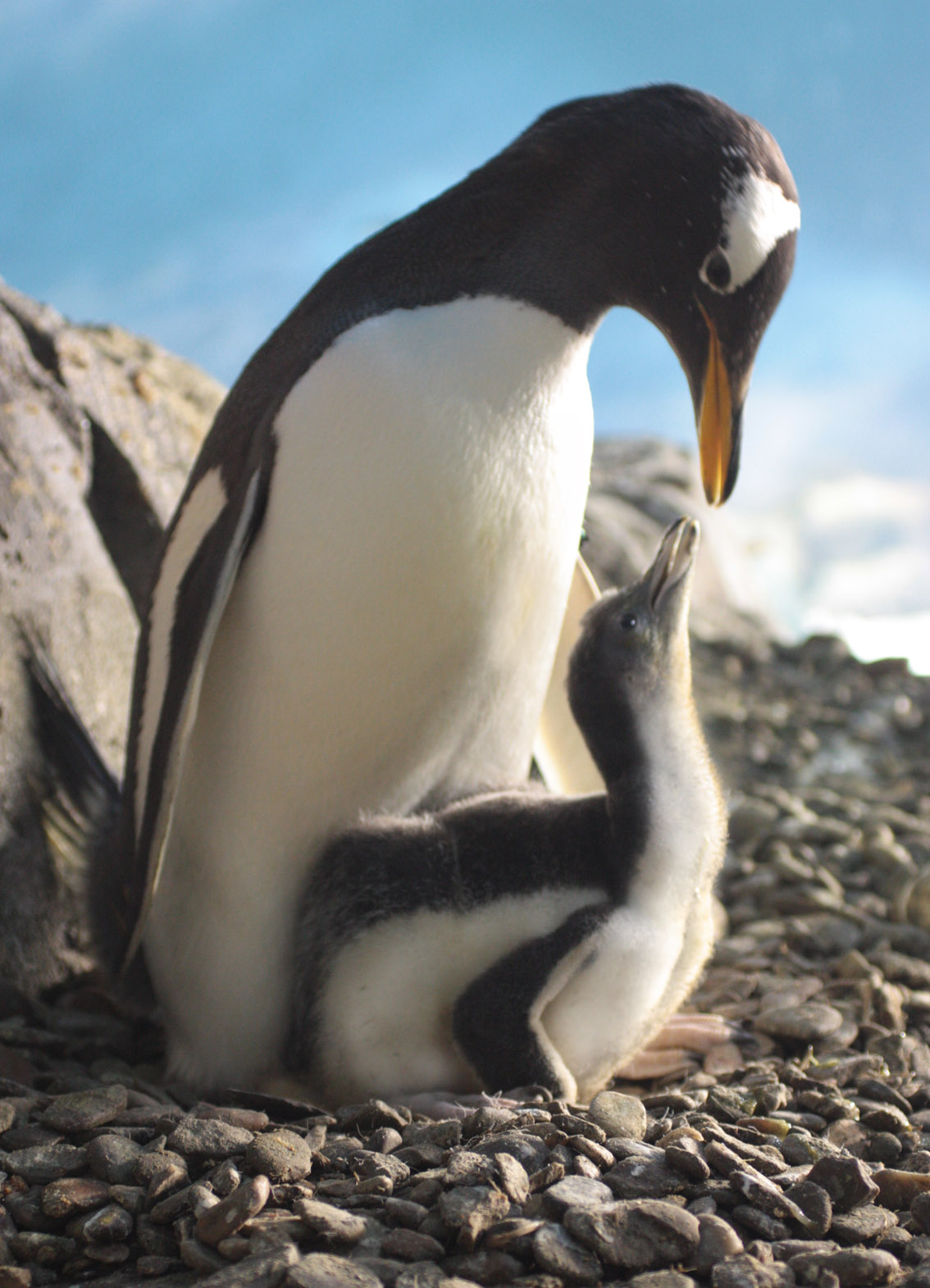
P. papua y su polluelo nacido en Faunia (Madrid), en abril de 2009

Los nidos son hechos generalmente a partir de una pila redonda de guijarros. Estos nidos pueden ser bastante grandes, 20 cm de alto por 25 cm de diámetro. Los guijarros son celosamente cuidados y sus dueños pueden ser protagonistas de ruidosas peleas entre individuos. Son también preciados por las hembras, al punto que un macho puede obtener los favores de una hembra ofreciéndole una hermosa piedra.

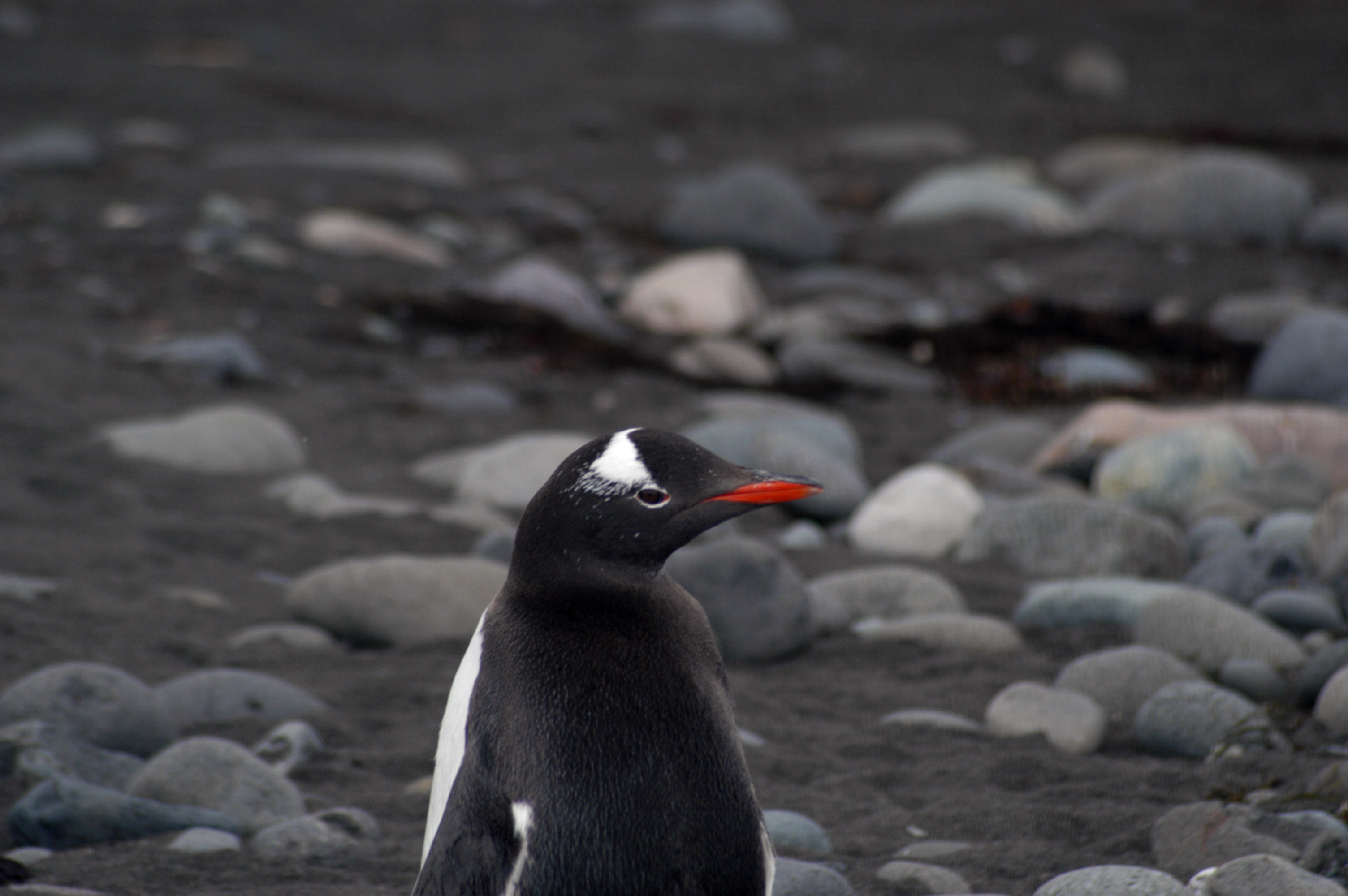
P. papua en la base polaca Arctowski

La puesta es de dos huevos, ambos con un peso de 500 g. Padre y madre comparten la incubación, turnándose diariamente. Los huevos eclosionan después de treinta y cuatro a treinta y seis días. Los polluelos permanecen en el nido durante unos treinta días antes de la formación de las guarderías de polluelos. Los polluelos mudan a un plumaje sub-adulto y se van al mar en alrededor de ochenta o cien días.

### Alimentación
Tienen una alimentación oportunista, y alrededor de las islas Malvinas se sabe que han ingerido aproximadamente igual proporción de peces (Patagonotothen sp., Thysanopsetta naresi, Micromesistius australis), crustáceos, (Munida gregaria) y calamares (Loligo gahi, Gonatus antarcticus, Moroteuthis ingens).
Los pingüinos de esta especie viven principalmente de crustáceos, como krill, y peces, compensando la dieta con sólo un 15% restante.
En el agua, lobos marinos, focas leopardo y orcas son sus depredadores. En tierra los adultos no tienen depredadores, pero se ha sabido de aves que roban sus huevos y polluelos.

## Galería

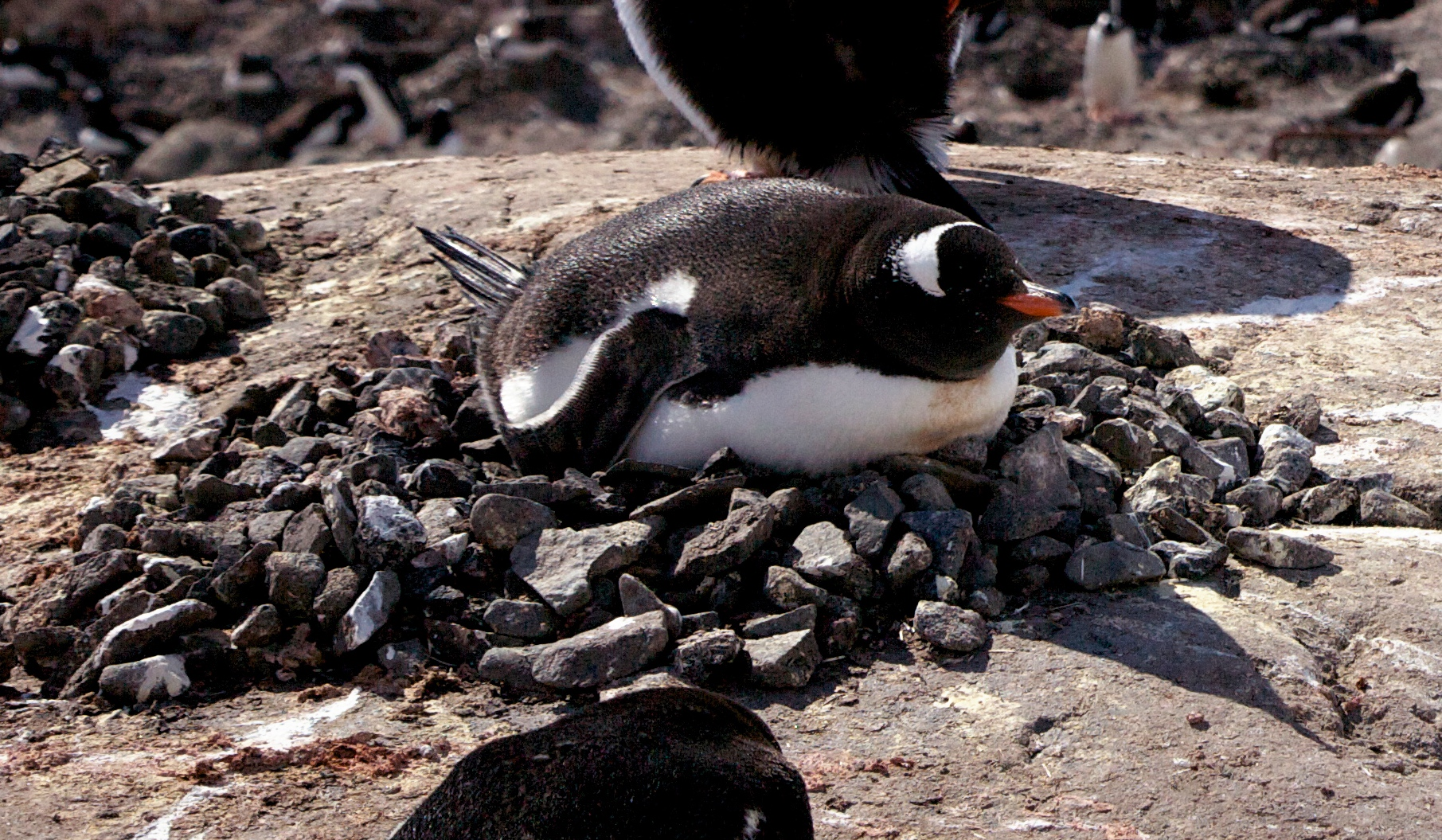
Pingüino Gentú en su nido
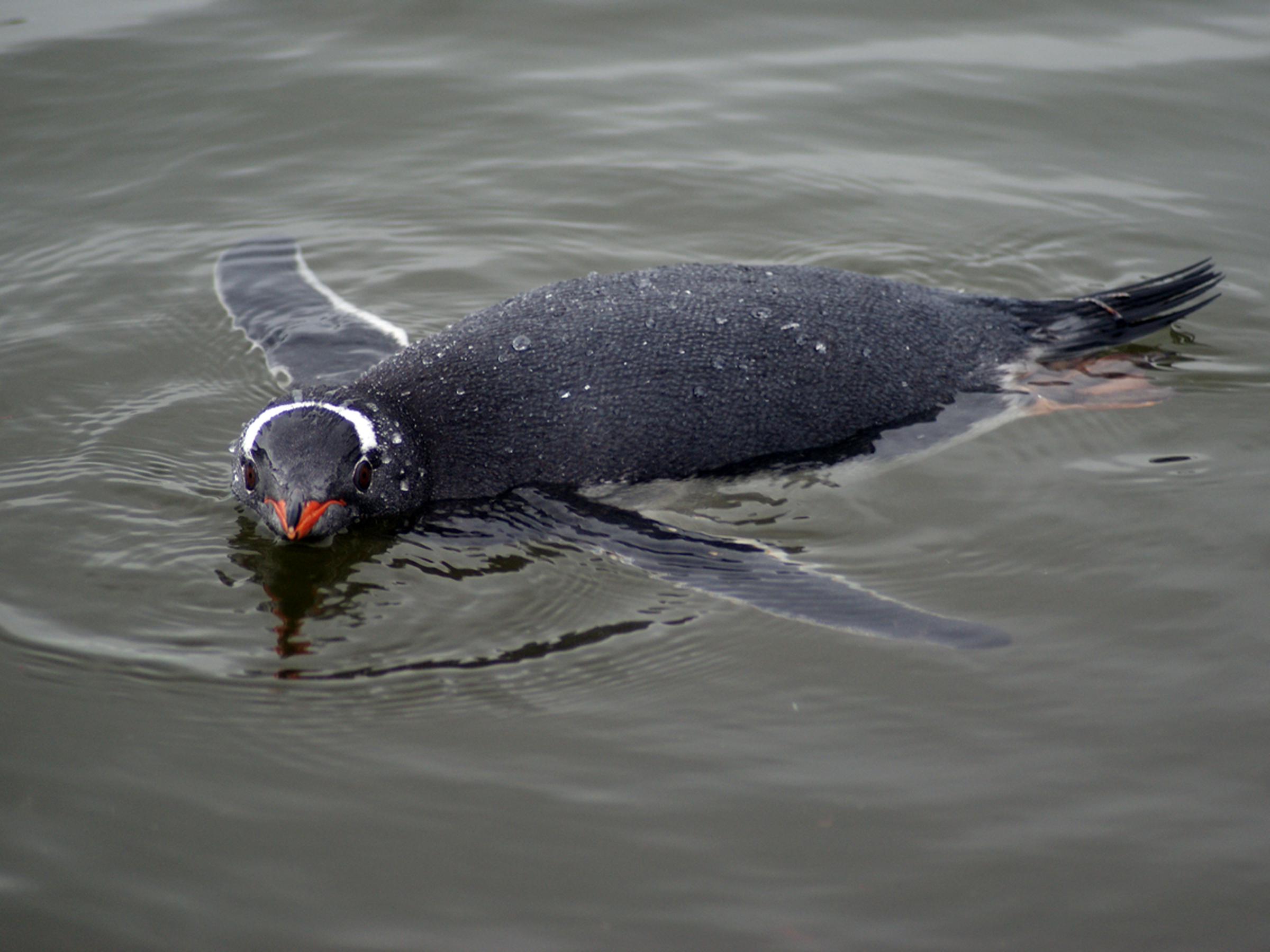
Pingüino Gentú Nadando
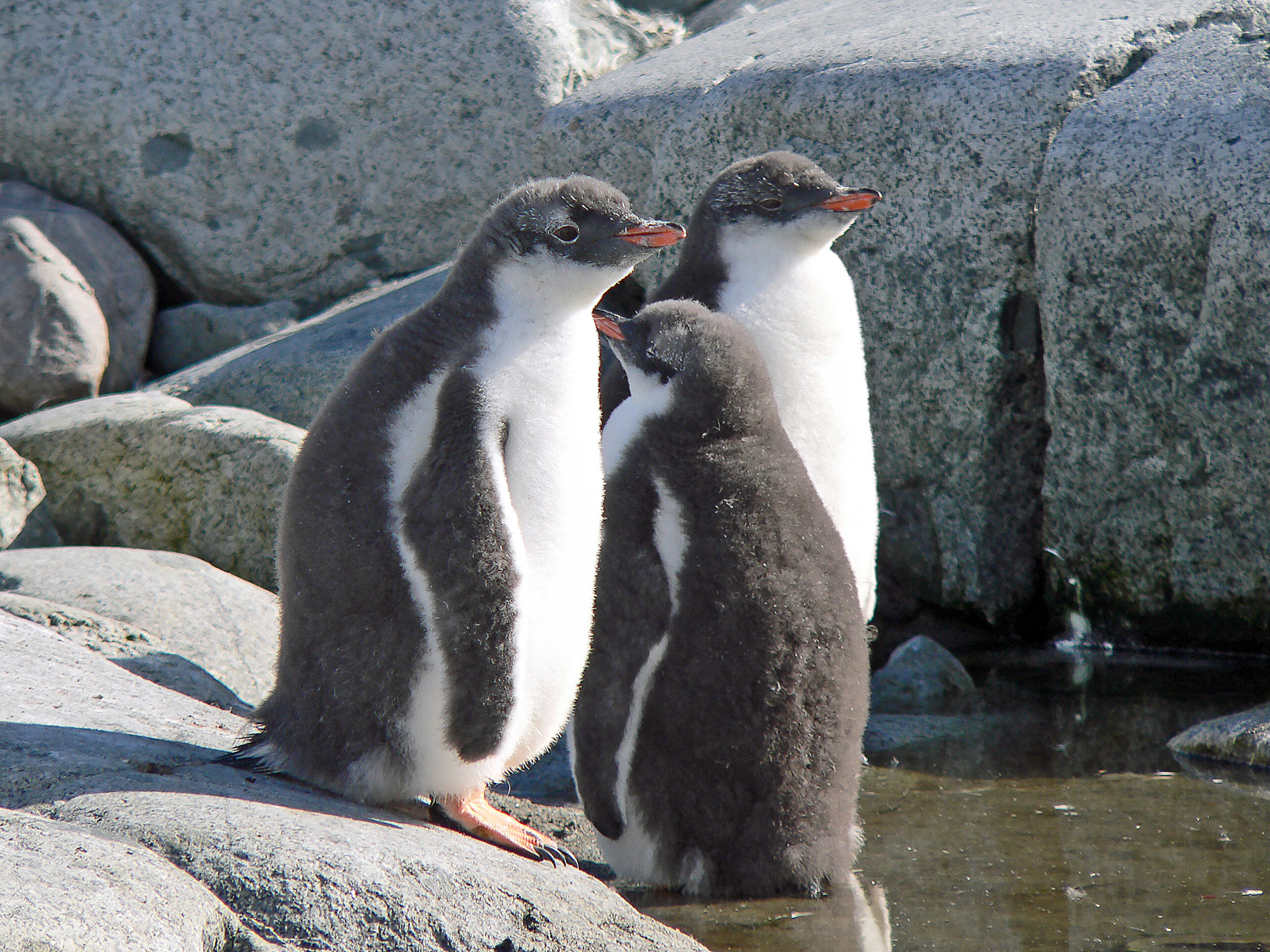
Pingüinos Gentú de mediana edad en la Isla Petermann
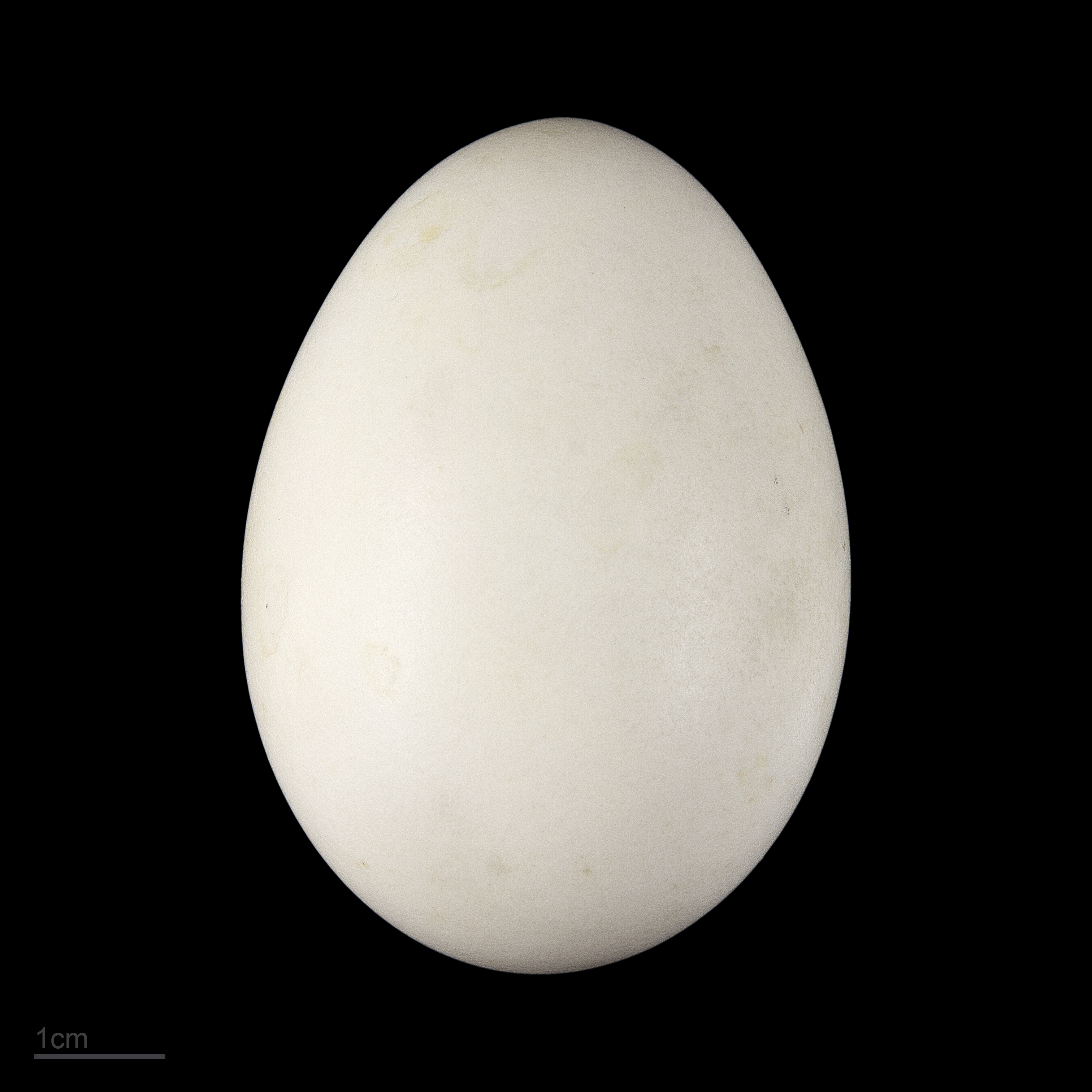
Pygoscelis papua - MHNT

## Subespecies
- Pygoscelis papua papua
- Pygoscelis papua ellsworthi